# Чемпионат СССР по классической борьбе 1941
12-й Чемпионат СССР по классической борьбе проходил в Баку (полулёгкий вес) с 10 по 12 мая 1941 год, в Ленинграде (полутяжёлый вес) с 10 по 12 мая, в Киеве (полулёгкий вес) с 17 по 19 мая, во Львове (легчайший вес) с 24 по 26 мая, в Горьком (лёгкий вес) с 7 по 9 июня, в Казани (полусредний вес) с 15 по 17 июня.
Первенство в тяжёлой категории, намеченное на 5—7 июля, не было проведено в связи с началом Великой Отечественной войны.

## Медалисты
| Весовая категория | Золото                                 | Серебро                             | Бронза                                |
| ----------------- | -------------------------------------- | ----------------------------------- | ------------------------------------- |
| Легчайший вес     | Арташес Карапетян «Динамо» (Баку)      | Николай Раков «Спартак» (Ленинград) | Мартин Майсте «Спартак» (Таллин)      |
| Полулёгкий вес    | Георгий Баев «Динамо» (Киев)           | Степан Ропаев «КИМ» (Севастополь)   | Николай Баскаков «Динамо» (Москва)    |
| Лёгкий вес        | Леонид Егоров «Динамо» (Москва)        | Георгий Баев «Динамо» (Киев)        | Григорий Иосилевич Минск              |
| Полусредний вес   | Валериан Трубчанинов «Спартак» (Киев)  | Ф. Федосов «Динамо» (Баку)          | Григорий Иващенко «ВМФ» (Севастополь) |
| Средний вес       | Григорий Пыльнов «Динамо» (Москва)     | Иван Михайловский Харьков           | Григорий Ткаченко Ростов-на-Дону      |
| Полутяжёлый вес   | Константин Коберидзе «Динамо» (Москва) | Екимов «Спартак» (Ленинград)        | Шалва Чихладзе «Динамо» (Тбилиси)     |

## Итоговое положение
Легчайший вес
|   | Арташес Карапетян | «Динамо» (Баку)       |
|   | Николай Раков     | «Спартак» (Ленинград) |
|   | Мартин Майсте     | «Спартак» (Таллин)    |
| 4 | Сергей Спиридонов | «Динамо» (Львов)      |
| 5 | А. Стотланд       | Киев                  |

Полулёгкий вес
|   | Георгий Баев     | «Динамо» (Киев)     |
|   | Степан Ропаев    | «КИМ» (Севастополь) |
|   | Николай Баскаков | «Динамо» (Москва)   |
| 4 | Илья Бобохидзе   | «Динамо» (Кутаиси)  |
| 5 | Воловик          | Ленинград           |

Лёгкий вес
|   | Леонид Егоров      | «Динамо» (Москва) |
|   | Георгий Баев       | «Динамо» (Киев)   |
|   | Григорий Иосилевич | Минск             |
| 4 | Давид Махарадзе    | Баку              |
| 5 | Адальберт Тоотс    | Таллин            |

Полусредний вес
|   | Валериан Трубчанинов | «Спартак» (Киев)    |
|   | Ф. Федосов           | «Динамо» (Баку)     |
|   | Григорий Иващенко    | «ВМФ» (Севастополь) |
| 4 | Анисимов             | Москва              |
| 5 | Семён Марушкин       | «Спартак» (Москва)  |

Средний вес
|   | Григорий Пыльнов  | «Динамо» (Москва) |
|   | Иван Михайловский | Харьков           |
|   | Григорий Ткаченко | Ростов-на-Дону    |
| 4 | Зубочекянц        | Москва            |
| 5 | Карпинский        | Киев              |

Полутяжёлый вес
|   | Константин Коберидзе | «Динамо» (Москва)     |
|   | Екимов               | «Спартак» (Ленинград) |
|   | Шалва Чихладзе       | «Динамо» (Тбилиси)    |
| 4 | Мельник              | «ВМФ» (Севастополь)   |
| 5 | Александр Казанский  | «Локомотив» (Москва)  |